# Jean Nicolet
Pour les articles homonymes, voir Nicolet (homonymie).
Jean Nicolet (né à Hainneville ou à Cherbourg en 1598 et mort le 28 octobre 1642 près de Québec) était un commis de traite français connu pour avoir supposément exploré le lac Michigan, l'île Mackinac, Green Bay et avoir été le premier Européen à mettre les pieds dans ce qui est aujourd'hui l'État américain du Wisconsin. Il était le fils de Thomas Nicollet, « messager ordinaire du roy entre Cherbourg et Paris », et de Marguerite de la Mer.
Il fut aussi appelé sieur de Belleborne, nom de sa terre de Sillery qui était délimitée par les ruisseaux Belleborne et Saint-Denys descendant de la colline de Québec. Cette terre était partagée avec Olivier Letardif et forme aujourd'hui le parc du Bois-de-Coulonge.

## Commis et truchement
En 1618, à 19 ans, il fait partie des 28 hommes qui rejoignent la Nouvelle-France. Il y sera tôt commis et « truchement » (interprète en langues indigènes et ambassadeur de bonne entente) de la Compagnie des marchands de Rouen et de Saint-Malo, puis de la Compagnie des Cent-Associés.
L’année de son arrivée, Jean Nicolet est chargé par Samuel de Champlain de se rendre à l’L'Isle-aux-Allumettes, sur la rivière des Outaouais, qui est alors le point de ralliement de la grande famille algonquine et un lieu stratégique connu pour être sur « la route des fourrures ». Il commence à vivre avec les Amérindiens de la région, les Algonquins, les Nippissing et les Wendat-Hurons, se fait apprécier d’eux et apprend leurs langues pour devenir, à partir de 1624, un interprète reconnu, un intermédiaire privilégié entre les colons venus d'Europe et les Amérindiens, ce qui lui confère déjà un réel prestige.

## Expatriation, mariage, paternité et retour à Québec
En 1629, des forbans bretons au service de l'Angleterre, les frères Kirke de Dieppe, prennent le poste de Québec, « au nom du roi anglais ». Jean Nicolet fait partie des rares Français qui restent au Canada, tous célibataires, réfugiés à l'intérieur des terres chez leurs amis amérindiens pendant les trois années que durera cette occupation. On peut avancer que Nicolet croit alors la colonie perdue à jamais, acceptant d'épouser une Amérindienne. Il avait déjà 32 ans et vivait depuis 1620 chez les Nipissing (de la famille algonquine). Ceux-ci, l'ayant en très haute estime et l'ayant adopté comme l'un des leurs, lui donnèrent vers 1630 une jeune épouse, suivant les seuls rites des « Pays-d'en-Haut », en l'absence de prêtre missionnaire catholique.
On sait que de cette union, naît vers 1631, une fille naturelle, Euphrosine, aussi dite Madeleine Nicolet, qui, par deux mariages successifs, assurera jusqu'à nos jours une grande partie de la nombreuse descendance de Jean Nicolet. Il épousa plus tard Marguerite, une fille de Guillaume Couillard et Marie-Guillemette Hébert, et eut deux autres enfants.
En 1632, la Nouvelle-France est rendue à la France par le Traité de Saint-Germain-en-Laye. Samuel de Champlain revient en 1633. Nicolet revient à Québec avec sa bambine, dont la mère est décédée. La petite est confiée aux Ursulines.
Il a deux frères en Amérique, Gilles Nicolet, prêtre séculier œuvrant en Nouvelle-France de 1635 à 1647 et Pierre, matelot et tuteur de la petite fille de Jean après son décès en 1642.

## Mission diplomatique et de grande exploration

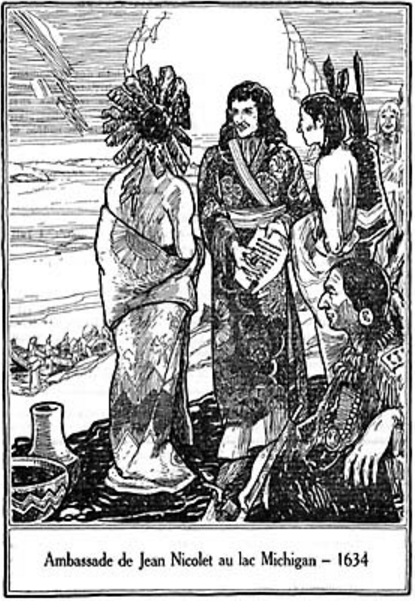
Ambassade de Jean Nicolet au lac Michigan.

Jean Nicolet est surtout connu pour son expédition de 1634 dans le lac Supérieur pour faire la paix entre les Hurons et les Ouinipigous.
Pensant atteindre la route de Cathay (autrement dit celle de la Chine), Jean Nicolet apporta et revêtit une tunique de damas de Chine, toute parsemée de fleurs et d’oiseaux multicolores, qui fit grande impression sur ses hôtes des divers peuples rencontrés. Mais en 1852, un historien américain situa cette expédition dans le lac Michigan et le Wisconsin et cette légende continue à circuler malgré les dénégations d'un historien aussi réputé que Marcel Trudel.

## Remariage
Le 7 octobre 1637, à Québec, Jean Nicolet (réputé célibataire par les catholiques !) épouse la toute jeune Marguerite Couillard (âgée de 11 ans, petite-fille de Louis Hébert et Marie Rollet, elle est née en août 1626 à Québec), qui lui a donné deux enfants : un garçon en 1639 (décédé peu après sa naissance) et une fille en 1642, Marie-Marguerite Nicolet, qui épousera à 14 ans Jean-Baptiste Legardeur de Repentigny, de qui elle aura vingt enfants (entre 1657 et 1684; le premier à 15 ans, le dernier à 42 ans), dont cinq eurent de la descendance. Parmi ses enfants, Augustin Le Gardeur de Courtemanche futur officier et ambassadeur du roi pour la Nouvelle-France.

## Réputation
Au cours de ces années, Jean Nicolet se comporte en véritable homme d'affaires, tout en rendant de grands services à la colonie, cela en raison de sa maîtrise des langues amérindiennes et de la confiance que les diverses tribus lui témoignent.

## Mort tragique
Ayant passé sa vie sur l'eau sans savoir nager, Jean Nicolet meurt tragiquement en se noyant dans l’anse de Sillery le 28 octobre 1642, dans le Saint-Laurent, sa chaloupe s’étant retournée dans une tempête, alors qu'il se rendait sur demande expresse à Trois-Rivières épargner du supplice un prisonnier allié des Iroquois. Son corps ne fut pas retrouvé avant l'année suivante par son beau-père  et les funérailles de Nicolet ont lieu à Québec le 29 octobre.

## Honneurs posthumes

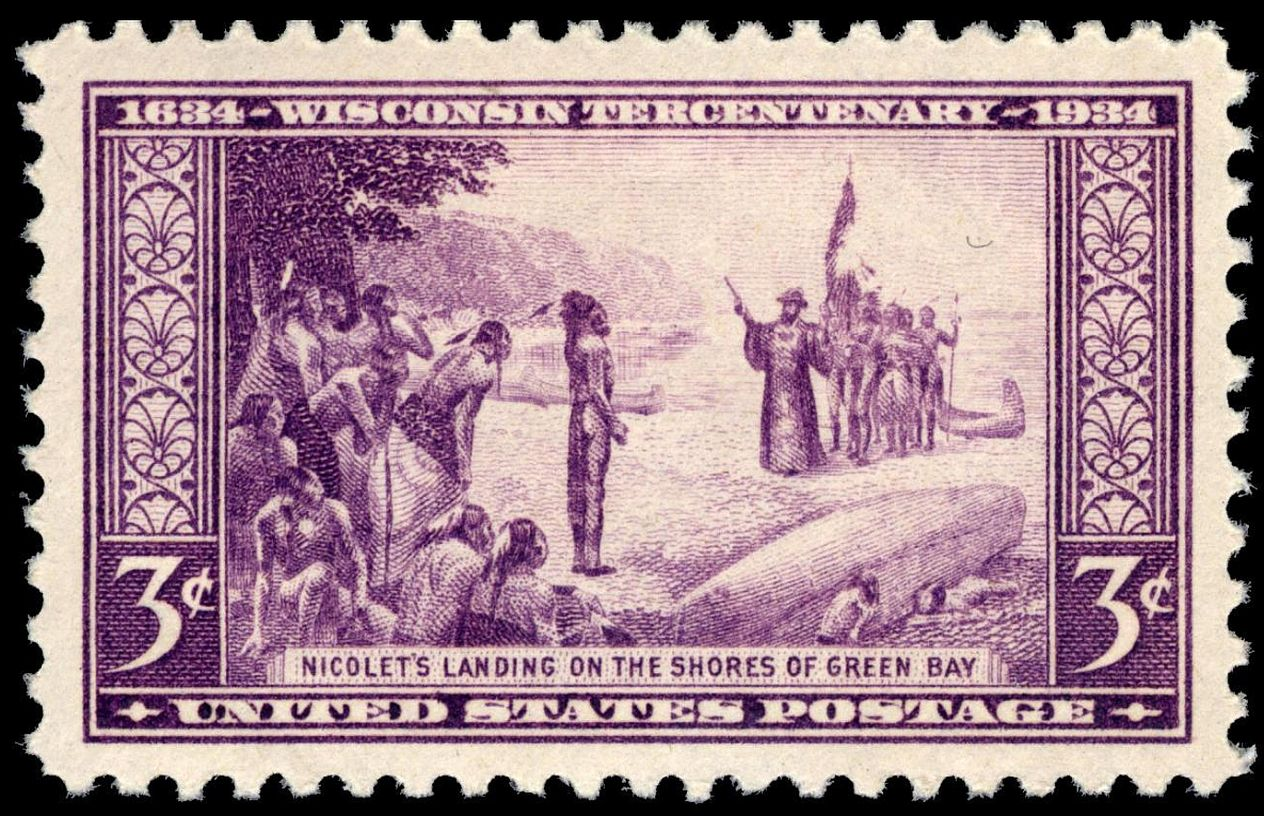
Jean Nicolet a exploré le Wisconsin en 1634, et le a été commémoré sur un timbre de 3 cents le 7 juillet 1934.

Aujourd'hui, Jean Nicolet est souvent considéré aux États-Unis comme « le père du Wisconsin et du Michigan occidental ».
Son nom fut attribué à la Nicolet National Forest (forêt nationale de Chequamegon-Nicolet), aux villes de Nicolet dans le Wisconsin et Nicolet au Québec, à la rivière Nicolet au Québec, à des écoles ainsi qu'à de nombreuses rues, partout jusqu'à Hainneville, où il a des ancêtres, dans les départements de la Manche et de l'Hérault.
Une plaque rappelle sa mémoire à Trois-Rivières, où il résida souvent après la fondation du poste, en 1634.
Une statue rappelle son souvenir à Green Bay. Une plaque inaugurée en 1934, rappelle sa mémoire, sur Nicolet Drive, au nord-est de Green Bay. La poste des États-Unis a honoré sa mémoire par l'émission, dans cette même ville, le 7 juillet 1934, d'un timbre à l'occasion des 300 ans de l’exploration du Wisconsin.
En 1943, pendant la seconde guerre mondiale, un Liberty ship fut lancé et baptisé en l'honneur de Jean Nicolet.